# Генерал-поручник
Генера́л-пору́чник — військове звання генеральського складу в Збройних силах Української Народної Республіки (Дієва Армія УНР), Української Галицької армії (УГА) та Української Національної армії (УНА) у 1918–1920 роках. Друге за ступенем генеральське звання.
Також військове звання «генерал-поручник» присутнє в сучасних збройних силах деяких держав (Чехія, Словаччина), а також є історичним званням в деяких країнах (Росія).

## Звання Збройних Сил України

### Військове званняУкраїнської Галицької армії(1919—1920)
Генерал-поручник - військове звання генеральної старшини (генералітет) в Української Галицької Армії, регулярної армії Західно-Української Народної Республіки (ЗУНР). Вище за рангом ніж генерал-чотар, але нижче за генерал-сотника, друге за старшістю звання в УГА. 
Знаки розрізнення в УГА були введені Державним секретаріатом військових справ (ДСВС) Західної області УНР 22 квітня 1919 року і уявляли собою комбінацію стрічок на рукавах однострою та «зубчатки» на комірах. Генерал-поручник мав за знаки розрізнення дві стрічки: одну широку срібну стрічки з булавами на кінці, нижче якої знаходилася середня також срібна плетена стрічка. Генерали (генеральна старшина) мали срібну зубчатку, на прямокутному золотому підкладі (72х34 мм) .
| Нижче за рангом: Генерал-чотар | УГА Генерал-поручник | Вище за рангом: Генерал-сотник |

### Військове званняАрмії УНР(1920)
Згідно Наказу Головної управи війська УНР ч. 16 від 30 березня 1920 року відбувається чергова реформа військових звань Армії УНР, а також знаків розрізнення. Вищий командний склад отримує загальну назву генеральної старшини (раніше «отаманна старшина»), та нові звання (генерал-хорунжий, генерал-поручник, генерал-полковник). Генерал-поручник був вище за рангом ніж генерал-хорунжий, але нижче за генерал-полковника.. 
За знаки розрізнення генерал-поручник мав Тризуб на петлицях, поруч з яким знаходилася одна п’ятипроменева зірка. 16 червня 1920 року виходить Наказ Головної управи війська ч. 140, яким регламентувалися зміни попередніх знаків розрізнення, генерал-поручник  отримав на петлиці Тризубом у вінку (притаманний знак для всіх генералів), дві п’ятипроменеві зірки.

### Військове звання українських військових формувань в середині ХХ століття
Звання генерал-поручник було присутнє в Українській національній армії.

### Збройні Сили України (з 1991 року)
Сучасні Збройні сили України утворилися в 1991 році внаслідок розпаду СРСР з частин Радянської армії які були розміщені на території УРСР. Збройні сили України перейняли радянський зразок військових звань, а також радянських знаків розрізнення. Звання генерал-поручник відсутнє в ієрархії військових та спеціальних звань України, серед сучасних генеральських звань, його аналогом є звання «генерал-лейтенант».

## У Збройних Силах світу

### Генерал-поручник вслов'яномовнихкраїнах
В деяких слов'яномовних країнах присутнє військове звання «генерал-поручник»:
- (рос. Генерал-поручик) — військове звання у Російській імператорській армії (пр.1659-1796). Замінений званням генерал-лейтенант;
- (пол. Generał porucznik) — військове звання в деяких польських військових формуваннях;
- (словац. Generálporučík) — військове звання у Словаччині;
- (чеськ. Generálporučík) — військове звання у Чехії;

### Московська держава та Російська імперія

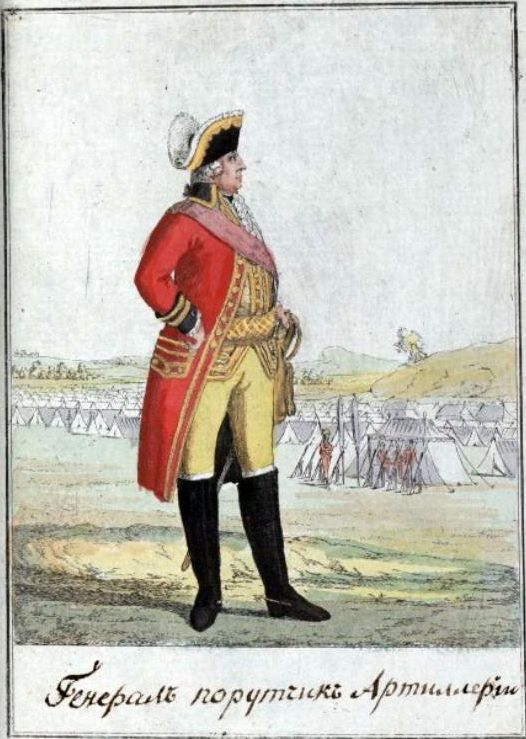
Генерал-поручник артилерії російської імперської армії

Перша згадка про військове звання (чин) сягає 1659 року, коли полковник Микола Бауман отримав це звання за участь у Конотопській битві. 
Пізніше чин «генерал-поручника» мали Вільям Драммонд (1663 рік), Григор Косагов (1678 рік) і Патрік Гордон (1683 рік).
Під час  Другого Азовського походу (1696 рік) князь І. М. Кольцов-Мосальський призначений товаришом (заступником) воєводи Великого полку боярина Олексія Шеїна і підвищений до звання «генерал-поручника».
Звання генерал-поручника по своєму рангу та значенню відповідало званню генерал-лейтенант. Протягом перших чотирьох десятиліть XVIII століття звання генерал-поручника зустрічається значно рідше за звання генерал-лейтенанта. З 1741 року, після сходження на трон імператриці Єлизавети Петрівни, звання генерал-поручника набуло поширення, а вже за правління Катерини ІІ звання генерал-лейтенант майже не зустрічається. В 1796 році звання генерал-поручник було скасовано. А всі генерал-поручники були перейменовані на генерал-лейтенантів.   
У відповідності з Табелем про ранги, генерал-поручник це військовий чин III класу, хоч наприклад був відсутній у таблиці звань 1722 року . Відповідав цивільному чину: таємний радник; морським чинам: віцеадмірал та генерал-кригскомісар; серед придворних чинів: гофмаршал, гофмейстер, єгермейстер та шталмейстер.

### Військове звання Чехії та Словаччини
Військове звання в збройних силах Чехії та Словаччині. Звання генерал-поручник, відповідає званню генерал-лейтенант у Збройних Силах України.
Звання генерал-поручника з'явилося у чеських та словацьких військових формуваннях ще до заснування Першої Чехословацької Республіки у 1918 році, яка з'явилася на руїнах Австро-угорської імперії. У Чехословацькому легіону Російської імперії використовувався російський однострій та знаки розрізнення, але після Жовтневих подій 1917 року у легіонерів була введена своя своєрідна система знаків розрізнення. Звання позначалися на щитках розташованих на рукавах одностроїв, у вигляді комбінації стрічок та зірок. Звання генеральського складу мали на щитках до широкі кутові галунні стрічки нижче яких були літери «ČS», звання носія вказувалося п’ятипроменевими зірками над галунним кутиком. Звання генерал-поручника було вище за рангом від генерал-майору, та нижче від генерал-полковника, а за звання носії цього звання мали одну зірку над кутиком. 
У Чехословацькій республіці до 1939 року генеральський склад мав лище звання «генерал». 
У 1939 році на відокремленій частині Чехословаччини було засновано Словацьку Республіку (1939—1945). В збройних силах Словаччини серед генеральського складу було присутнє звання генерал.
З 1945 по 1950 роки у відновленій Чехословаччини присутні генеральські звання на кшталт французьких (бригадний. Дивізійний, корпусний. Армійський генерали).
З 1951 року, відбуваються зміни у знаках розрізнення Чехословаччини, наближуючись до радянських відповідників. В 1953 році замість попередніх вводяться нові генеральські звання: генерал-майор, генерал-поручник, генерал-полковник та маршал (велитель). Генеральські погони повністю відповідними до зразків у Радянській армії, шестикутні галунні з облямівкою кольору роду військ та п’ятипроменевими зірками. Генерал-поручник мав дві зірки на погоні, як у генерал-лейтенанта РСЧА. 
В 1960 — 1992 роках знаки розрізнення Збройних сил Чехословаччини стали наближеними до первісних, погони стали кольору мундиру.  Погони генеральського складу мали відмінності у вигляді витої золотої облямівки, та схрещених золотих жезлів в основі погона. Звання позначалося певною кількістю п’ятипроменевих зірок, генерал-поручник як і раніше мав дві зірки на погоні. В такому вигляді звання перейшло після розпаду Чехословаччини до Чехії. 
В сучасних Збройних силах Чехії генерал-поручник це звання яке належить до генеральського складу. Чеський поручник має за знаки розрізнення п’ятипроменеві зірки на погоні з золотою широкою витою облямівкою . Генерал-поручник нижче за рангом від генерала, та вище від генерал-майора.
В сучасних Збройних силах Словаччини генерал-поручник це звання яке належить до генеральського складу. У збройних силах Словацької республіки відновленої у 1993 році, військові звання, та їх розрізнення залишилися за зразком Чехословаччини, поки в 1997 році не були змінені. Словацькі генерали отримали погони, що мають широку золоту кручену облямівку, та золотий вінок в основі. У центрі вінку розміщується геральдичний щит з гербом Словаччини. У верхній часті погона розміщується емблема роду військ. Звання вказується певною кількістю золотих п’ятипроменевих зірок на погоні, генерал-поручник має три зірки на погоні. Генерал-поручник нижче за рангом від генерала, та вище від генерал-майора.

### Військове звання Польщі
У Великопольській армії під час Великопольського повстання (1918—1919) генерал-поручник генеральське звання, вище за рангом від генерал-підпоручника, та нижче від генерала броні. Військовики цієї польської армії мали знаки розрізнення у вигляді тасьм на рукавах, та вузлів на головному уборі. 
Генерал-поручник, відповідав званню генералу дивізії яке існувало у збройних силах Польської Республіки.

## Знаки розрізненнягенерал-поручників України та деяких країн світу

Відзнака ступені Генерал-поручника, встановлена наказом ГУ ВУНР ч. 16 від 30 березня 1920 р.
Відзнака ступені Генерал-поручника, встановлена наказом ГУ ВУНР ч. 140 від 16 червня 1920 р.
Генерал-поручник УГА
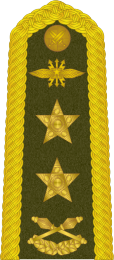
Генерал-поручник армії Чехословаччини (1960-1992)
Генерал-поручник армії Чехії
Генерал-поручник армії Словаччини